# Paraclinus barbatus
Paraclinus barbatus är en fiskart som beskrevs av Springer, 1955. Paraclinus barbatus ingår i släktet Paraclinus och familjen Labrisomidae. Inga underarter finns listade i Catalogue of Life.